# Gioia Masia
Gioia Masia (Sassari, Italia, 22 de enero de 1977) es una exfutbolista italiana. Se desempeñaba como defensa y fue internacional con la selección de Italia.

## Selección nacional
Debutó en la selección sub-20 de Italia el 23 de noviembre de 1994, en un partido contra Suecia que terminó con el resultado de 3 a 2 a favor de las suecas. El 7 de septiembre se produjo su debut en la selección mayor, ante Hungría (1 a 0 para las italianas).

### Participaciones en Eurocopas
| Eurocopa               | Sede       | Resultado      |
| ---------------------- | ---------- | -------------- |
| Eurocopa Femenina 2001 | Alemania   | Fase de grupos |
| Eurocopa Femenina 2005 | Inglaterra | Fase de grupos |

## Clubes
| Club               | País   | Año         |
| ------------------ | ------ | ----------- |
| Torres             | Italia | 1991 - 2002 |
| Lazio              | Italia | 2002 - 2004 |
| Torres             | Italia | 2004 - 2005 |
| Bojano             | Italia | 2005 - 2006 |
| Roma               | Italia | 2006 - 2011 |
| Tavagnacco         | Italia | 2011 - 2012 |
| Napoli             | Italia | 2012 - 2013 |
| Riviera di Romagna | Italia | 2013 - 2014 |
| Acese              | Italia | 2014 - 2015 |
| Chieti             | Italia | 2015 - 2016 |

## Palmarés

### Campeonatos nacionales
| Título             | Club   | País   | Año         |
| ------------------ | ------ | ------ | ----------- |
| Copa Italia        | Torres | Italia | 1991 - 1992 |
| Serie A            | Torres | Italia | 1993 - 1994 |
| Copa Italia        | Torres | Italia | 1994 - 1995 |
| Serie A            | Torres | Italia | 1999 - 2000 |
| Copa Italia        | Torres | Italia | 1999 - 2000 |
| Supercopa italiana | Torres | Italia | 2000        |
| Serie A            | Torres | Italia | 2000 - 2001 |
| Copa Italia        | Torres | Italia | 2000 - 2001 |
| Copa Italia        | Lazio  | Italia | 2002 - 2003 |
| Copa Italia        | Torres | Italia | 2003 - 2004 |
| Supercopa italiana | Torres | Italia | 2004        |
| Copa Italia        | Torres | Italia | 2004 - 2005 |
| Serie B            | Roma   | Italia | 2006 - 2007 |
| Serie A2           | Roma   | Italia | 2007 - 2008 |
| Serie B            | Acese  | Italia | 2014 - 2015 |
| Serie B            | Chieti | Italia | 2015 - 2016 |